# Anedie Azael
Anedie Azael est un mannequin haïtienne, née le 15 septembre 1988.

## Biographie
Le 14 mai 2011, elle est couronnée Miss Haïti International, devenant la première à remporter ce titre. Le 27 juillet 2011, elle est couronnée Miss Haïti Universe, succédant ainsi à l'avocate Sarodj Bertin.
En août 2011, elle participe au concours de Miss Univers. Le 14 septembre 2012 elle est recouronnée Miss Haïti International, un couronnement symbolique. Elle participe à Miss International 2012, et se classe dans le Top 15. En mai 2013 elle gagne la franchise de Miss Haiti. Elle décide d'organiser le concours en mai 2013.

## Vie privée
En novembre 2012, elle se fiance avec Babou Doura et se marie avec lui l'année suivante.Elle a eu trois enfants: Athéna,Amélia et Ilaï.